# Miroslav Ondříček

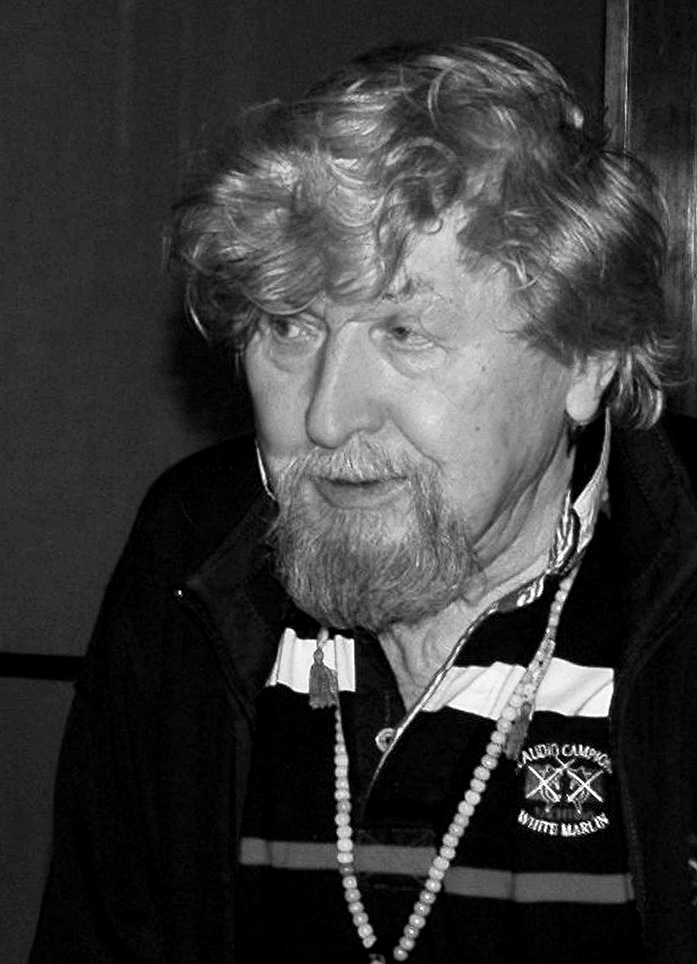
Miroslav Ondříček

Firma

 Miroslav Ondříček (4 de noviembre de 1934 – 28 de marzo de 2015) fue un cinematógrafo checo quien trabajó en más de 40 películas, incluyendo Amadeus, Ragtime e if.....

## Vida y carrera
Miroslav Ondříček nació en Praga, Checoslovaquia (ahora Praga, República Checa). Estudió cine en el Barrandov Studio Training School (Estudio-Escuela de Formación Barrandov) y comenzó a hacer películas durante la Nueva Ola Checa. Su primer trabajo de largometraje fue Competición de Talento de Miloš Forman. Continúó su larga relación laboral con Forman en los EE. UU. en películas como Hair, Ragtime y Amadeus.

## Familia
Es el padre del director de películas David Ondříček, y fue miembro de la dirección de la Escuela de Cine en Pisek.[cita necesaria]

## Muerte
Ondříček murió en Praga a los 80 años de edad.

## Filmografía selecta
- Riding in Cars with Boys (2001)
- The Preacher's Wife (1996) – director de fotografía
- Let It Be Me (1995)
- A League of Their Own (1992) – director de fotografía
- Awakenings (1990)
- Valmont (1989)
- Funny Farm (1988)
- Big Shots (1987)
- F/X (1986)
- Heaven Help Us (1985)
- Amadeus (1984)
- Silkwood (1983)
- The World According to Garp (1982)
- Ragtime  (1980)
- Dark Sun (1980)
- Hair (1979)
- The Divine Emma (1979)
- O Lucky Man! (1973)
- Matadero cinco (1972)
- If.... (1968)

## Premios y distinciones
Óscar
| Año  | Categoría                   | Película | Resultado |
| ---- | --------------------------- | -------- | --------- |
| 1982 | Óscar a la mejor fotografía | Ragtime  | Nominado  |
| 1985 | Mejor fotografía            | Amadeus  | Nominado  |

### BAFTA Premios de película
- Ganado – 1984 Mejor Cinematografía para Amadeus